# Dasyponyssidae
Dasyponyssidae es una pequeña familia de ácaros perteneciente al orden Mesostigmata.
Contiene con géneros con dos especies reconocidas:

## Especies
- Genus Dasyponyssus Fonseca, 1940
  - Dasyponyssus neivai Fonseca, 1940
- Genus Xenarthronyssus Radovsky & Yunker, 1971
  - Xenarthronyssus furmani Radovsky & Yunker, 1971